# House on Willow Street
House on Willow Street (también conocida como From a House on Willow Street) es una película de terror sudafricana de 2016dirigida por Alistair Orr. Está protagonizada por Sharni Vinson, Steven Ward, Zino Ventura y Gustav Gerderner como secuestradores que se llevan a una niña, interpretada por Carlyn Burchell. Se estrenó en el London FrightFest Film Festival.

## Sinopsis
Hazel enrola a un grupo de maleantes en un plan infalible para hacerse ricos de la noche a la mañana. Lo único que deben hacer es secuestrar a la hija de un millonario y esperar cómodamente el rescate. Lo que no podían prever la protagonista y sus esbirros es que la chica estaría poseída por un letal demonio.

## Argumento
Hazel, su novio Ade, el primo de Ade, James, y Mark planean secuestrar a la heredera de diamantes Katherine en las próximas seis semanas. El plazo acelerado preocupa a Mark, quien cree que puede provocar que cometan errores. Hazel y Ade son inflexibles sobre el plazo, ya que Ade pronto irá a juicio por la muerte accidental de su hermano George. Destacan la importancia tanto del tiempo como de la necesidad de una ejecución impecable. Sin otra opción, Mark está de acuerdo. Seis semanas después, los cuatro irrumpen en la casa de Katherine, no encuentran resistencia y encuentran la alarma ya desactivada. Después de agarrar a Katherine, regresan a su cuartel general en un almacén abandonado y encadenan a Katherine. Están sorprendidos por su apariencia sucia y enfermiza, pero continúan con su plan a pesar de todo.
Katherine les advierte que la dejen en libertad e inicialmente se niega a seguir el juego para hacer un video de rescate. Hazel la convence prometiéndole que la terrible experiencia terminará más rápido si coopera. Sin embargo, los secuestradores no pueden contactar a sus padres para hacerles sus demandas. Hazel envía a Ade y James de regreso a la casa de Katherine para investigar. Menos distraídos, se dan cuenta de que la casa está llena de comida en descomposición y huele fatal. James encuentra dos sacerdotes muertos y mutilados en el sótano, y Ade se da cuenta de que los padres de Katherine han sido horriblemente asesinados. Ambos están atormentados por apariciones de su pasado. Preocupados de que se les culpe por los asesinatos, huyen de la casa después de tomar las cintas de video del sótano. En el camino de regreso, Ade se desvía para perderse una aparición de George, y James es atacado por su madre muerta.
De vuelta en el almacén, Hazel y Mark también están embrujados. Hazel ve a su propia madre muerta y Mark ve a su hija muerta, Sarah. La condición de James se deteriora constantemente, y los demás lo dejan en una habitación para que descanse mientras ven las cintas de video. El primer video es de Katherine y detalla la historia de su casa y sus muchas muertes inexplicables, incluida la de la madre de Hazel. Los demás están molestos porque Hazel mantuvo este detalle en silencio, pero continúan mirando. En la siguiente cinta de video, un sacerdote dice que un demonio que se alimenta de dolor es responsable de las muertes y posteriormente ha poseído a Katherine. El demonio ha elegido esta casa porque es el punto más alejado del mundo de una reliquia sagrada guardada en el Vaticano. En pánico por el creciente poder del demonio, los sacerdotes intentan inmolar a Katherine, pero ella mata a todos en la casa.
Perturbados por las cintas de video, Hazel, Ade y Mark se enfrentan a Katherine, quien, como demonio, revela que solo necesita poseer a dos personas más para ser liberada del infierno. James, infectado por la aparición de su madre, intenta infectar a los demás. Katherine apela a Mark, diciéndole que si traiciona a Hazel y Ade, ella le perdonará el alma y le permitirá estar con Sarah nuevamente. Mark libera a Katherine de sus cadenas y le entrega las demás. Después de escuchar sus gritos de angustia, se sacrifica para darles tiempo de escapar y se infecta. Atormentada por la culpa, Ade intenta razonar con la aparición de George, sin éxito. Para evitar convertirse en la posesión final que necesita el demonio, Ade se suicida.
La aparición de la mamá de Hazel ayuda a guiarla hacia la libertad. Los poseídos Katherine, Mark y James persiguen a Hazel, quien se retira a la camioneta estrellada de Ade. Allí, casi la infectan, pero ella los combate. Hazel recupera un encendedor de la camioneta y atrapa a Katherine con las cadenas que usaron para el secuestro. Mientras Katherine trabaja para liberarse, la madre de Hazel aparece y destruye a Mark y James. Al recordar que los sacerdotes querían inmolar a Katherine para detener al demonio, Hazel incapacita a Katherine, la rocía con gasolina y le prende fuego a la furgoneta. Hazel huye de la escena cuando se acercan las sirenas.

## Reparto
- Sharni Vinson como Hazel
- Carlyn Burchell como Katherine
- Steven Ward como Ade
- Zino Ventura como Mark
- Gustav Gerderner como James
- Dimitri Bailanis como George
- Zelmia Bezuidenhout como mamá de Hazel
- Nicole de Klerk como Sarah

## Lanzamiento
House on Willow Street se estrenó en el London FrightFest Film Festival el 26 de agosto de 2016. IFC Midnight lo lanzó en los Estados Unidos el 24 de marzo de 2017, y Scream Factory lo lanzó en DVD y Blu-ray el 1 de agosto de 2017.

## Recepción
Rotten Tomatoes, un agregador de reseñas, informa que el 55% de los 11 críticos encuestados dieron a la película una reseña positiva; la calificación promedio es 4.8/10. Frank Scheck de The Hollywood Reporter escribió: "Lo que le falta a la película repetitiva en impulso narrativo y diálogo convincente lo compensa con destreza técnica", elogiando la dirección de Orr y la actuación de Vinson. John Noonan de Filmink lo llamó "una inmersión aguda y sucinta en el horror". Al calificarla con 2.5/5 estrellas, Gareth Jones de Dread Central escribió que la película "logra inyectar algo de nueva vida a la premisa" pero arroja demasiados sustos tediosos y baratos al espectador. Benedict Seal of Bloody Disgusting escribió que "tiene una idea interesante en su núcleo, pero como que lanza la bomba con un bombardeo demasiado entusiasta de sustos de salto". Escribiendo para Screen Anarchy, Andrew Mack dijo que la película tiene "mucho que gustar" pero "se convierte en una experiencia cada vez más frustrante y predecible". Al revisar la película en DVD, Richard Whittaker de The Austin Chronicle escribió que aunque House on Willow Street no es sutil, es "tan entusiasta en su fusión de acción / terror que es difícil que no me guste".